# كأس السوبر البرتغالي 1980
كأس السوبر البرتغالي 1980 هو الموسم الثاني من كأس السوبر البرتغالي وآخر كأس يتم لعبه بشكل غير رسمي. المباراة الافتتاحية السنوية لموسم كرة القدم البرتغالي التي يتنافس عليها الفائزان في مسابقات الدوري والكأس في الموسم السابق (أو الوصيف في حال كان نفس النادي فاز بالدوري والكأس). تم التنافس على كأس السوبر في مبارتين بين بنفيكا وسبورتينغ لشبونة. تأهل نادي سبورتينغ لشبونة لكأس السوبر بفوزه ببطولة الدوري الممتاز، بينما تأهل بنفيكا بفوزه ببطولة كأس البرتغال 1979-80.
انتهت مباراة الذهاب التي أقيمت على ملعب جوزيه ألفالادي بالتعادل 2-2. انتهت مباراة الإياب التي أقيمت في ملعب دا لوز، بانتصار بنفيكا بنتيجة 2–1 (4–3 في مجموع المباراتين) وربح أول كأس سوبر له.